# Djénéba N'Diaye
Pour les articles homonymes, voir N'Diaye.
Djénéba N'Diaye, née le 8 juillet 1997 à Bamako, est une joueuse malienne de basket-ball évoluant au poste d'arrière.

## Carrière
Elle est dixième du Championnat du monde de basket-ball féminin des moins de 17 ans 2012, remporte le Championnat d'Afrique féminin de basket-ball des 16 ans et moins en 2013, termine douzième du Championnat du monde de basket-ball féminin des moins de 17 ans 2014, remporte le Championnat d'Afrique féminin de basket-ball des 18 ans et moins en 2018 et termine douzième du Championnat du monde de basket-ball féminin des moins de 19 ans 2015.
Elle participe avec l'équipe du Mali à deux éditions du Championnat d'Afrique féminin de basket-ball, terminant cinquième en 2015 et troisième en 2019. 
Elle est médaillée d'argent en basket-ball à trois aux Jeux africains de 2019. Elle est ensuite finaliste du Championnat d'Afrique 2021 à Yaoundé et troisième du Championnat d'Afrique 2023 à Kigali.
Elle évolue en club à l'AMI Basket-ball.